# Rotscheiteltangare

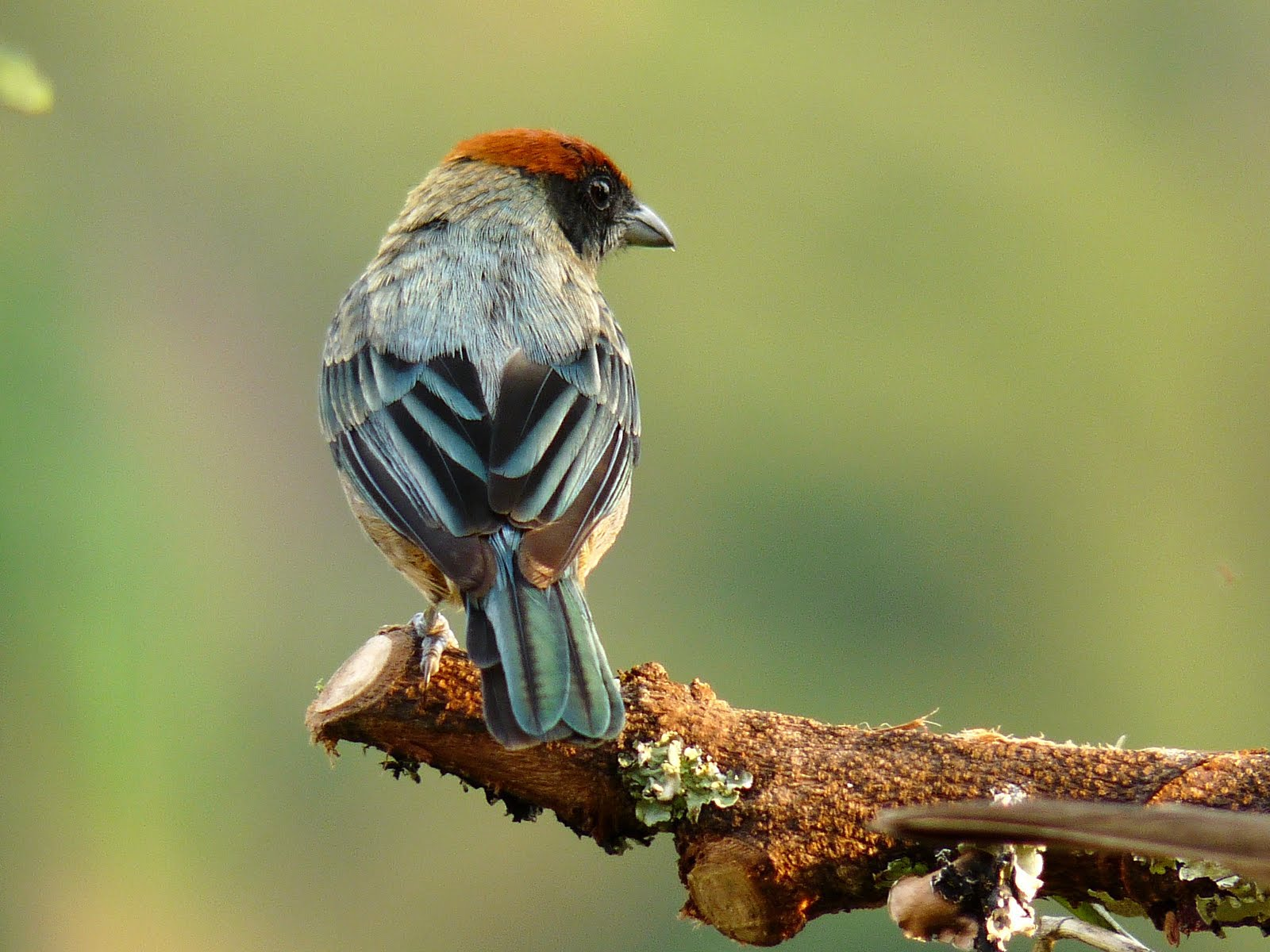
Rückansicht

Die Rotscheiteltangare (Stilpnia vitriolina, Syn.: Tangara vitriolina) ist eine in Südamerika vorkommende Vogelart aus der Familie der Tangaren (Thraupidae).

## Merkmale
Die Rotscheiteltangare erreicht eine Körperlänge von etwa 14 Zentimetern und ein Gewicht von 18,4 bis 26,8 Gramm. Namensgebend ist der rotbraune Scheitel der Vögel. Der übrige Kopf einschließlich der Ohrdecken ist schwarz gefärbt. Das Gefieder des Körpers hat eine hellgraue Farbe. Arm- und Handschwingen sowie Steuerfedern sind schwarz und an den Rändern bläulich bis grünlich eingefasst. Beine und Füße sind grau. Beide Geschlechter unterscheiden sich farblich wenig. Die Weibchen zeigen jedoch blassere Farben.

## Verbreitung und Lebensraum
Hauptverbreitungsgebiet der Art sind Gebüsch reiche, trockene Hanglagen in den Anden von Kolumbien bis in den Norden Ecuadors. Rotscheiteltangare besiedeln neben Bergregionen auch landwirtschaftlich genutzte Flächen in der Nähe von menschlichen Siedlungen. Ihre Höhenverbreitung umfasst in der Regel einen Bereich zwischen 300 und 3000 Metern.

## Lebensweise
Die Vögel ernähren sich in erster Linie von Gliederfüßern (Arthropoda), in geringem Maße auch von Früchten. Die Rotscheiteltangare leben einzeln, paarweise oder in kleinen Familien, selten auch in Gesellschaft mit anderen Tangaren-Arten. Brutaktivitäten wurden das gesamte Jahr hindurch beobachtet. Das tassenförmige Nest wird aus Moos und feinen Pflanzenfasern gefertigt, in das das Weibchen zwei Eier legt. Diese haben eine weißliche, cremefarbene, bläuliche oder grünliche Farbe und sind mit lila oder braunen Sprenkeln versehen. Bezüglich des Brutverhaltens gibt es nur sehr unvollständige Angaben.

## Gefährdung und Schutz
Die Rotscheiteltangare ist in ihren Verbreitungsgebieten nicht selten und wird demzufolge von der Weltnaturschutzorganisation IUCN als  „Least Concern = nicht gefährdet“ klassifiziert. Da die Art sehr anpassungsfähig ist, dehnt sich ihr Vorkommensgebiet nach der Urbarmachung von Regenwäldern zunehmend auch in die neu angelegten landwirtschaftlich genutzten Flächen aus. Weiterhin erschließt sie sich neue Lebensräume, indem sie in höher gelegene Bergregionen ausweicht.